# Karl Jennes
Karl Jennes (* 14. Juli 1852 in Linnich; † 1924 in Freiburg im Breisgau) war ein deutscher Glasmaler.
Karl Jennes absolvierte seine Lehre in den Werkstätten Oidtmann in Linnich und Linnemann in Frankfurt. Ab 1884 war er für die Werkstatt Helmle & Merzweiler in Freiburg tätig, deren künstlerischer Leiter er ab 1900 war. Er lieferte sämtliche Entwürfe und Kartons für die Werkstatt.
Jennes und Merzweiler waren Mitglieder im Breisgau-Verein Schauinsland.